# Canal TE

Cobertura TDT de Canal TE.

Canal TE (Canal de les Terres de l'Ebre), es un canal de televisión comarcal que emite su programación para la zona de las Tierras del Ebro, en el sur de Cataluña, entre el mar y los límites con Aragón y Valencia, en concreto para las comarcas de Bajo Ebro, Montsiá, Ribera de Ebro y Tierra Alta.
Comenzó sus emisiones en pruebas el 28 de febrero de 2007 y tiene sus estudios centrales ubicados en el polígono Les Tosses d'Amposta, donde antiguamente tenía ubicada sus instalaciones, el canal Visió 3 Terres de l'Ebre, antecesor del Canal TE.
Como presentadores habituales cuenta con Diana Mar, entre otros.